# Sandy Lister
Sandy Lister, född den 16 augusti 1961 i Halifax, Storbritannien, är en brittisk landhockeyspelare.
Hon tog OS-brons i damernas landhockeyturnering i samband med de olympiska landhockeytävlingarna 1992 i Barcelona.